# Olga Aleksejeva
Olga Aleksejeva (ros. Ольга Алексеева, Olga Aleksiejewa; ur. 12 marca 1982 w Tartu) – estońska szpadzistka pochodzenia rosyjskiego, srebrna medalistka mistrzostw świata.
W 1999 roku zdobyła drużynowo brązowy medal na mistrzostwach świata juniorów w Keszthely. Na rozgrywanych rok później mistrzostwach świata juniorów w South Bend zdobyła złoto w turnieju indywidualnym.
Na mistrzostwach świata w Lizbonie w 2002 roku Estonki w składzie: Maarika Võsu, Irina Embrich, Olga Aleksejeva i Heidi Rohi zdobyły srebrny medal w turnieju drużynowym. W rywalizacji indywidualnej zajęła tam ósme miejsce. Była też między innymi czwarta drużynowo na mistrzostwach świata w Hawanie (2003) i mistrzostwach świata w Petersburgu (2007). 
Ponadto zdobyła drużynowo srebrny medal na mistrzostwach Europy w Bourges (2003). 